# Leonardo Bonucci
Leonardo Bonucci, född 1 maj 1987 i Viterbo, är en italiensk tidigare fotbollsspelare som var försvarare, och hans naturliga position var mittback, och det var oftast i den positionen som han spelade i det italienska A-landslaget. Han har vunnit Scudetto nio gånger, italiensk cupvinnare fyra gånger och vann EM 2020 med Italien.

## Klubbkarriär

### Inter
Bonucci började sin karriär i Viterbese och lånades ut till Inter sommaren 2005. Han spelade en handfull träningsmatcher under sommaren och ingick senare i Inters U20-lag.
Bonucci gjorde sin Serie A-debut i sista matchen på säsongen 2005/2006 mot Cagliari och i slutet av säsongen köpte Inter den talangfulla försvararen. Bonucci gjorde sin första Coppa Italia-match 9 november 2006 mot Messina när han hoppade in i 86:e minuten istället för Fabio Grosso. Han gjorde ytterligare två matcher i Coppa Italia det året, mot Empoli och Sampdoria.
I januari 2007 såldes 50% av Bonucci till Treviso, dock skulle han vara kvar i Inter säsongen ut.

### Treviso & Pisa
1 juli 2025 gick Bonucci till Treviso, tillsammans med Interspelarna Daniel Maa Boumsong samt Federico Piovaccari. Bonucci slog sig in i startelvan och gjorde 27 matcher för sin nya klubb i Serie B. I juni 2008 köpte Inter tillbaka Bonucci men lät honom vara utlånad till Treviso även säsongen 2008/2009, där han gjorde 13 matcher innan han lämnade dem för att lånas ut till Pisa istället.

### Bari
1 juli 2009 såldes Bonnucci till Genoa och en månad senare sålde de 50% av honom till Bari. I Bari blev han manager Giampiero Venturas förstaval i mittlåset där han tillsammans med Andrea Ranocchia bildade ett väldigt starkt försvar. Efter halva säsongen 2009/2010 hade Bari släppt in näst minst antal mål i hela Serie A.

### Juventus
Bonucci flyttade till Juventus första juli 2010 då han hade skrivit på ett 5-årsavtal med Turinklubben som fick betala €15,5 miljoner. Bonucci tog direkt en startplats i inledningen av säsongen och gjorde sitt första mål i klubben i kvalet till Europa League mot Sturm Graz.

### AC Milan
Bonucci lämande Juventus för rivalerna i Serie A, AC Milan, den 14 juli 2017. Han skrev på ett femårskontrakt och blev kapten för klubben.
Bonucci kom 6:a med Milan i Serie A. Han gjorde mål för Milan i matchen mot Juventus på Juventusstadium och firade framför Juventusfansen. Sommaren 2018 krävde han att få återvända till Juventus.

### Juventus
Den 2 augusti 2018 värvades Bonucci tillbaka till Juventus i en bytesaffär mot Mattia Caldara värderad till 35 miljoner euro. Från och med säsongen 2022/23 var Bonucci lagkapten för Juventus.

### Union Berlin & Fenerbache
Den 1 september 2023 presenterades Bonucci för Union Berlin som spelade i Bundesliga och i Uefa Champions Leagues gruppspel. Bonucci gjorde sju matcher i Bundesliga för Union Berlin och svarade för ett mål. I januari 2024 gick Bonucci till turkiska Fenerbahce på ett kontrakt säsongen ut. Totalt gjorde han åtta framträdanden i ligasammanhang, varav endast en från start. 25 maj 2024 blev det officiellt att Bonucci avslutade karriären.

## Landslagskarriär
Bonucci gjorde debut i det italienska landslaget 3 mars 2010 i en träningsmatch mot Kamerun. Han blev uttagen till Italiens trupp till VM 2010 men fick ingen speltid. Hans sista landskamp blev i semifinalen i Uefa Nations League mot Spanien 15 juni 2023.

## Meriter
Inter
- Serie A: 2005/2006

Juventus

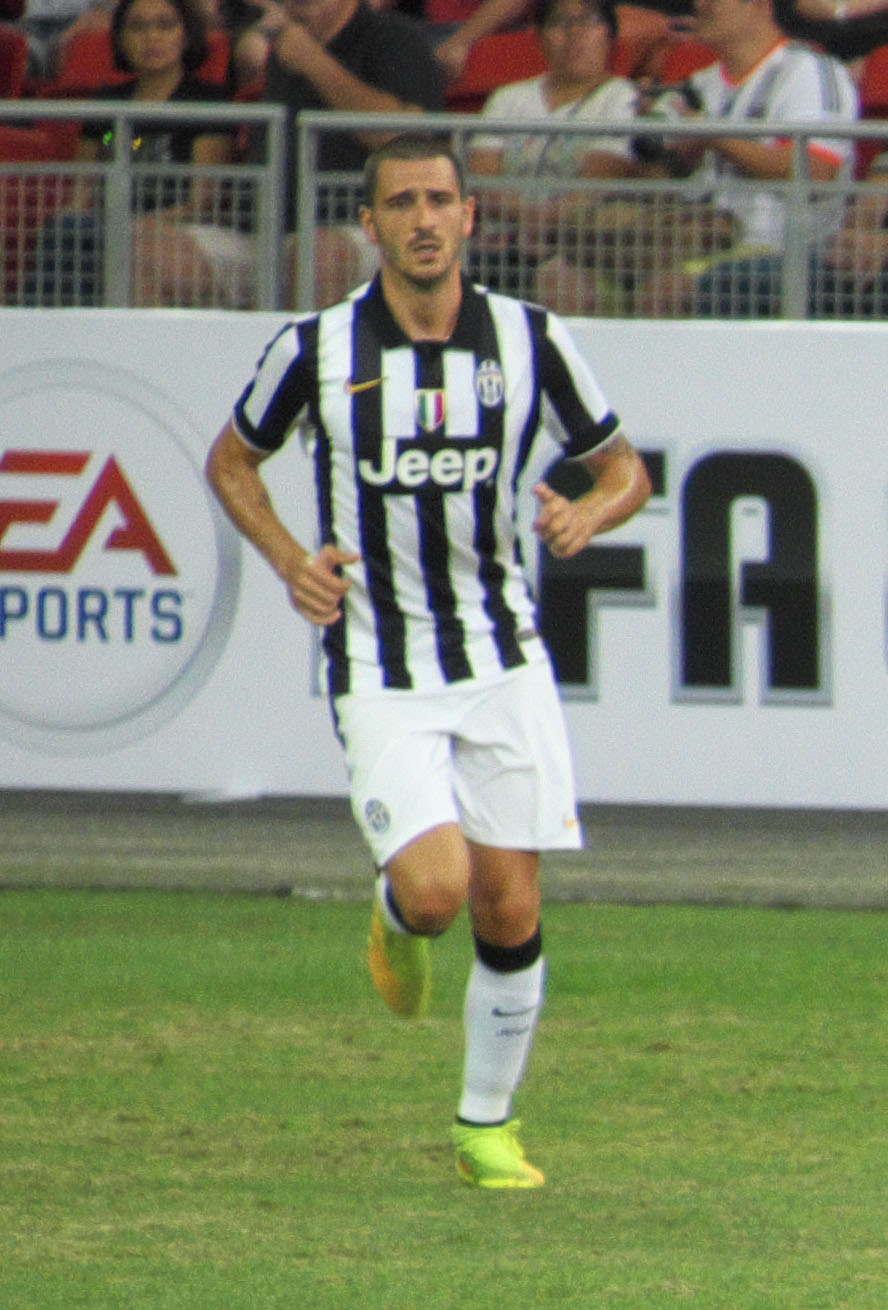
Leonardo Bonucci i Juventus 2014

- Serie A: 2011/2012, 2012/2013, 2013/2014, 2014/2015, 2015/2016, 2016/2017, 2018/2019, 2019/2020
- Coppa Italia: 2014/2015, 2015/2016, 2016/2017
- Supercoppa italiana: 2012, 2013 2015

### Individuellt
- FIFA World XI Team 2017 (FIFA:s Världslag)

### Landslag
- Europamästare 2021 (Euro 2020)